# Глобинський цукровий завод
Глобинський цукровий завод - підприємство харчової промисловості у місті Глобине Глобинського району Полтавської області України.

## Історія
Цукровий завод у містечку Глобине Глобинської волості Кременчуцького повіту Полтавської губернії Російської імперії було збудовано у 1911 році.
Після початку першої світової війни в країні було введено "сухий закон", а частина робітників і селян була мобілізована в діючу армію, що призвело до скорочення посівів цукрових буряків та ускладнило становище підприємств цукрової промисловості.
У 1918 році в Глобиному укріпила свої позиції влада Української Народної Республіки, але згодом місто окупували радянські війська. Пізніше, в ході відновлення господарства повіту було ухвалено рішення про використання вцілілого обладнання, цукрових заводів що припинили функціонування Полтавської губернії для відновлення тих підприємств, які могли бути відновлені.
У лютому 1920 року за допомогою працівників київського машинобудівного заводу Глобинський цукровий завод було введено в експлуатацію та розпочало роботу. У наступні роки завод виділяв частину продукції як благодійну допомогу (так, у січні - лютому 1924 року крім надання допомоги селу Малі Кринки, 7 пудів і 15 фунтів цукру було передано до госпіталю, а ще 12 пудів та 8 фунтів цукру до військової частини у Києві).
У ході індустріалізації 1930-х років завод був реконструйований і перетворений на Глобинський цукровий комбінат. У другому кварталі 1941 року виробничі потужності підприємства дозволяли переробляти 550 тонн буряків на добу та виробляти понад 60 тонн цукру на добу.
Після початку другої світової війни в райцентрі було прийнято рішення про створення двох винищувальних батальйонів, але формування не було завершено через небажання місцевих жителів (методом примусу радянська терористична влада змогла мобілізувати лише 75 осіб). З 13 вересня 1941 до 26 вересня 1943 року Глобине було окуповано німецькими військами. У період окупації на території цукрового комбінату було створено концентраційний табір для радянських військовополонених.
Влітку 1943 року гітлерівці розпочали масові розстріли місцевих жителів (серед розстріляних ними були працівники цукрового комбінату – П. В. Пойда, С. Є. Єфремов, Г. Є. Оржобовська та інші). Відповідно до тактики "випаленої землі", перед відступом вони повністю зруйнували цукровий комбінат та інші промислові підприємства райцентру та підпалили житлові будинки. Загальна сума збитків цукровому комбінату за час окупації склала понад 12 млн. рублів.
Після звільнення селища почалося відновлення підприємства, і 26 вересня 1944 цукровий комбінат відновив роботу. Після закінчення війни була проведена реорганізація сільгосппідприємств району, і в результаті об'єднання кількох колгоспів було створено великий радгосп, який забезпечує комбінат цукровим буряком. Після кубинської революції 1959 року комбінат освоїв переробку цукрової тростини і почав виробництво тростинного цукру. В 1975 завод отримав автономне джерело водопостачання - була пробурена артезіанська свердловина глибиною 140 метрів до водоносного шару. Загалом, у радянські часи цукровий комбінат входив до числа провідних підприємств райцентру, на його балансі знаходилися заводський будинок культури, житлові будинки та інші об'єкти соціальної інфраструктури.
Після проголошення незалежності України радгосп, який забезпечував підприємство цукровим буряком, був розформований, і цукровий комбінат був перейменований на Глобинський цукровий завод. Надалі, державне підприємство було перетворено на відкрите акціонерне товариство. 2014 року завод увійшов до складу агропромислового холдингу "Астарта-Київ".
В сезон цукроваріння 2016/2017 рр. завод переробив 553,3 тис. тонн цукрових буряків та виробив 78,3 тис. тонн цукру. Станом на лютий 2017 року завод входив до числа восьми найбільших діючих цукрових заводів на території України. У 2017 році завод переробив понад 380 тис. тонн буряків, у тому числі виробив 57 тис. тонн. тонн цукру.